# Dehgolan
Dehgolān (farsi دهگلان) è il capoluogo dello shahrestān di Dehgolan, circoscrizione Centrale, nella provincia iraniana del Kurdistan. Aveva, nel 2006, 20.226 abitanti. Si trova a est di Sanandaj.